# Bohumil Golian
Bohumil Golian (ps. Grbo, Ještěrka, ur. 25 marca 1931 w Moštenicy, zm. 11 stycznia 2012 w Bratysławie) – słowacki siatkarz, dwukrotny medalista igrzysk olimpijskich, wielokrotny medalista mistrzostw świata i mistrzostw Europy.

## Życiorys
Podczas rozgrywanych we Francji mistrzostw świata 1956 r. Golian był w składzie reprezentacji Czechosłowacji, która wygrała turniej. Dwa lata później, na rozgrywanych w jego ojczyźnie turnieju o mistrzostwo kontynentu, zdobył złoto. Na kolejnych, odbywających w Brazylii, mistrzostwach globu czechosłowaccy siatkarze zajęli drugie miejsce. Dwa lata później powtórzyli sukces w Związku Radzieckim.
Golian reprezentował swój kraj podczas igrzysk 1964 r. w Tokio. Rozegrał wówczas sześć z dziewięciu meczów (z Węgrami, Bułgarią, Japonią, Stanami Zjednoczonymi, Związkiem Radzieckim i Rumunią), po których z jedną porażką na koncie drużyna czechosłowackich siatkarzy zajęła drugie miejsce. Podczas rozgrywanych w Czechosłowacji mistrzostw świata 1966 gospodarze tryumfowali, a rok później w Turcji na mistrzostwach Europy zajęli drugie miejsce.
W 1968 r. w Meksyku słowacki siatkarz po raz drugi wystąpił na igrzyskach. Był wówczas chorążym reprezentacji Czechosłowacji. Zagrał w siedmiu z dziewięciu meczów – przegranymi ze Związkiem Radziecki i Polską oraz zwycięskimi ze Stanami Zjednoczonymi, Japonią, Brazylią, Bułgarią i Belgią. W sumie Czechosłowacy wygrali 7 i przegrali 2 mecze, co klasyfikowało ich na trzecim miejscu. Łącznie od 1955 do 1968 r. Golian rozegrał 350 meczów w narodowych barwach.
W latach 1970–1982 pracował jako wykładowca na Wydziale Wychowania Fizycznego i Sportu Uniwersytetu Komeńskiego w Bratysławie, gdzie uzyskał stopień doktora. Był wiceprzewodniczącym SÚV ČSZTV (1982–1988), jednej z najważniejszych słowackich instytucji sportowych, a do 1990 r. dyrektorem wydawnictwa Sport. Następnie poświęcił się pracy trenera.
W 2006 r., jako drugi Słowak w historii po Hildzie Múdrze, otrzymał Medal Pierre de Coubertina. Został uznany przez Słowacką Federację Piłki Siatkowej za najlepszego siatkarza XX wieku, a przez Międzynarodową Federację Piłki Siatkowej zaliczony do grona dwudziestu pięciu najlepszych. Zajął 12. miejsce w plebiscycie na słowackiego sportowca stulecia.
Zmarł 11 stycznia 2012 r. w Bratysławie, w wieku 80 lat, po tym jak półtora miesiąca wcześniej po nagłym upadku zranił się w głowę i zapadł w śpiączkę. Miał żonę i dwójkę dzieci.